# Natation aux Jeux méditerranéens de 1997
Navigation
Édition précédente Édition suivante
Les épreuves de natation sportive des Jeux méditerranéens de 1997 se déroulent du 13 au 25 juin 1997 à Bari en Italie. Trente-et-une épreuves, seize pour les hommes et quinze pour les femmes, sont organisées dans la piscine communale de Bari.

## Résultats

### Hommes
| Épreuves               | Or                                                                                            | Argent                                                                                            | Bronze                                                                                |
| ---------------------- | --------------------------------------------------------------------------------------------- | ------------------------------------------------------------------------------------------------- | ------------------------------------------------------------------------------------- |
| Nage libre             |                                                                                               |                                                                                                   |                                                                                       |
| 50 m                   | Julien Sicot (FRA) 22 s 97                                                                    | Salim Iles (ALG) 23 s 24                                                                          | Stavros Michalidis (CYP) Lorenzo Vismara (ITA) 23 s 28                                |
| 100 m                  | Salim Iles (ALG) 50 s 62                                                                      | Massimiliano Rosolino (ITA) 51 s 23                                                               | Julien Sicot (FRA) 51 s 56                                                            |
| 200 m                  | Massimiliano Rosolino (ITA) 1 min 49 s 48                                                     | Dimitrios Manganas (GRE) 1 min 52 s 89                                                            | Javier Botello (ESP) 1 min 52 s 94                                                    |
| 400 m                  | Emiliano Brembilla (ITA) 3 min 49 s 32                                                        | Massimiliano Rosolino (ITA) 3 min 54 s 92                                                         | Dimitrios Manganas (GRE) 3 min 57 s 67                                                |
| 1 500 m                | Emiliano Brembilla (ITA) 15 min 22 s 27                                                       | Marco Formentini (ITA) 15 min 22 s 73                                                             | Fernando Gómez (ESP) 15 min 46 s 51                                                   |
| Dos                    |                                                                                               |                                                                                                   |                                                                                       |
| 100 m                  | Emanuele Merisi (ITA) 56 s 45                                                                 | Gordan Kožulj (CRO) 57 s 02                                                                       | Derya Büyükunçu (TUR) 57 s 03                                                         |
| 200 m                  | Emanuele Merisi (ITA) 2 min 1 s 49                                                            | Marko Strahija (CRO) 2 min 1 s 79                                                                 | Stefano Battistelli (ITA) 2 min 2 s 09                                                |
| Brasse                 |                                                                                               |                                                                                                   |                                                                                       |
| 100 m                  | Domenico Fioravanti (ITA) 1 min 2 s 29                                                        | Stéphan Perrot (FRA) 1 min 2 s 57                                                                 | Jean-Christophe Sarnin (FRA) 1 min 3 s 29                                             |
| 200 m                  | Stéphan Perrot (FRA) 2 min 13 s 76                                                            | Domenico Fioravanti (ITA) 2 min 15 s 17                                                           | Jean-Christophe Sarnin (FRA) 2 min 15 s 81                                            |
| Papillon               |                                                                                               |                                                                                                   |                                                                                       |
| 100 m                  | Franck Esposito (FRA) 53 s 80                                                                 | Miloš Milošević (CRO) 55 s 02                                                                     | Vladan Markovic (YUG) 55 s 09                                                         |
| 200 m                  | Franck Esposito (FRA) 1 min 59 s 92                                                           | Massimiliano Eroli (ITA) 2 min 1 s 00                                                             | Vladan Markovic (YUG) 2 min 2 s 65                                                    |
| Quatre nages           |                                                                                               |                                                                                                   |                                                                                       |
| 200 m                  | Xavier Marchand (FRA) 2 min 3 s 97                                                            | Massimiliano Rosolino (ITA) 2 min 4 s 94                                                          | Kresimir Cac (CRO) 2 min 6 s 95                                                       |
| 400 m                  | Massimiliano Eroli (ITA) 4 min 22 s 82                                                        | Kresimir Cac (CRO) 4 min 27 s 36                                                                  | Frederik Hviid (ESP) 4 min 27 s 58                                                    |
| Relais                 |                                                                                               |                                                                                                   |                                                                                       |
| 4 × 100 m nage libre   | Italie Andrea Iemmi Alessandro Bacchi Lorenzo Vismara Massimiliano Rosolino 3 min 25 s 87     | France Julien Sicot Ludovic Depickère Pierrick Chavatte Romain Barnier 3 min 26 s 68              | Espagne Javier Botello Guillermo Sanchez Mariano Jimenez Juan Benavides 3 min 26 s 78 |
| 4 × 200 m nage libre   | Italie Paolo Ghiglione Emiliano Brembilla Emanuele Idini Massimiliano Rosolino 7 min 23 s 33  | Grèce Dimitrios Manganas Nikos Paraskevopoulos Dimitris Antonokakis Pashalis Datsos 7 min 28 s 52 | Espagne Guillermo Sanchez Luis Rodriguez Fernando Gómez Javier Botello 7 min 34 s 70  |
| 4 × 100 m quatre nages | Italie Emanuele Merisi Domenico Fioravanti André Gusperti Massimiliano Rosolino 3 min 44 s 60 | France Romain Barnier Stéphan Perrot Franck Esposito Julien Sicot 3 min 44 s 66                   | Espagne David Ortega Ismael Garcia Juan Ramón Fernández Javier Botello 3 min 46 s 18  |
| Nage de grand fond     |                                                                                               |                                                                                                   |                                                                                       |
| 15 km                  | Stéphane Lecat (FRA) 3 h 9 min 15 s                                                           | Fabio Fusi (ITA) 3 h 10 min 39 s                                                                  | Massimiliano Parla (ITA) 3 h 13 min 14 s                                              |

### Femmes
| Épreuves               | Or                                                                                       | Argent                                                                           | Bronze                                                                                |
| ---------------------- | ---------------------------------------------------------------------------------------- | -------------------------------------------------------------------------------- | ------------------------------------------------------------------------------------- |
| Nage libre             |                                                                                          |                                                                                  |                                                                                       |
| 50 m                   | Rania Elwani (EGY) 25 s 90                                                               | Metka Sparavec (SVN) 25 s 98                                                     | Claudia Franco (ESP) 26 s 34                                                          |
| 100 m                  | Rania Elwani (EGY) 55 s 90                                                               | Claudia Franco (ESP) 56 s 97                                                     | Solenne Figuès (FRA) 57 s 12                                                          |
| 200 m                  | Solenne Figuès (FRA) 2 min 2 s 72                                                        | Rania Elwani (EGY) 2 min 3 s 33                                                  | Laura Roca (ESP) 2 min 3 s 41                                                         |
| 400 m                  | Laura Roca (ESP) 4 min 19 s 50                                                           | Laetitia Choux (FRA) 4 min 20 s 07                                               | Viola Valli (ITA) 4 min 21 s 59                                                       |
| 800 m                  | Sarai Justes (ESP) 8 min 55 s 21                                                         | María Ángeles Bardina (ESP) 8 min 56 s 69                                        | Viola Valli (ITA) 9 min 0 s 17                                                        |
| Dos                    |                                                                                          |                                                                                  |                                                                                       |
| 100 m                  | Roxana Maracineanu (FRA) 1 min 3 s 11                                                    | Ivette María Tato (ESP) 1 min 4 s 00                                             | Hélène Ricardo (FRA) 1 min 4 s 84                                                     |
| 200 m                  | Laura Porchianello (ITA) 2 min 15 s 03                                                   | Roxana Maracineanu (FRA) 2 min 15 s 52                                           | Hélène Ricardo (FRA) 2 min 16 s 47                                                    |
| Brasse                 |                                                                                          |                                                                                  |                                                                                       |
| 100 m                  | Manuela Dalla Valle (ITA) 1 min 11 s 14                                                  | Nataša Kejžar (SVN) 1 min 11 s 74                                                | Federica Biscia (ITA) 1 min 12 s 52                                                   |
| 200 m                  | Federica Biscia (ITA) 2 min 33 s 89                                                      | Nataša Kejžar (SVN) 2 min 34 s 82                                                | Lourdes Becerra (ESP) 2 min 35 s 72                                                   |
| Papillon               |                                                                                          |                                                                                  |                                                                                       |
| 100 m                  | Ilaria Tocchini (ITA) 1 min 1 s 19                                                       | María Peláez (ESP) 1 min 1 s 54                                                  | Francesca Bugamelli (ITA) 1 min 2 s 28                                                |
| 200 m                  | Paola Cavallino (ITA) 2 min 14 s 79                                                      | Bárbara Franco (ESP) 2 min 15 s 18                                               | Veronica Rodà (ITA) 2 min 15 s 81                                                     |
| Quatre nages           |                                                                                          |                                                                                  |                                                                                       |
| 200 m                  | Nadège Cliton (FRA) 2 min 19 s 10                                                        | Ekaterini Sarakatsani (GRE) 2 min 19 s 43                                        | María Peláez (ESP) 2 min 19 s 62                                                      |
| 400 m                  | Nadège Cliton (FRA) 4 min 51 s 99                                                        | Lourdes Becerra (ESP) 4 min 52 s 27                                              | Laura Porchianello (ITA) 4 min 55 s 86                                                |
| Relais                 |                                                                                          |                                                                                  |                                                                                       |
| 4 × 100 m nage libre   | Espagne Blanca Ceron Fatima Madrid Ana Palomo Claudia Franco 3 min 48 s 86               | Italie Karina Vanni Cecilia Vianini Cristina Chiuso Viviana Susin 3 min 49 s 82  | France Solenne Figuès Marianne Le Verge Ludivine Chouipe Hélène Ricardo 3 min 50 s 91 |
| 4 × 100 m quatre nages | Italie Francesca Bissoli Manuela Dalla Valle Ilaria Tocchini Viviana Susin 4 min 12 s 59 | Espagne Ivette María Tato Rosario Zazo María Pelaez Claudia Franco 4 min 15 s 86 | France Roxana Maracineanu Karine Bremond Nadège Cliton Solenne Figuès 4 min 21 s 67   |
| Nage de grand fond     |                                                                                          |                                                                                  |                                                                                       |
| 15 km                  | Valeria Casprini (ITA) 3 h 17 min 27 s                                                   | Gaia Naldini (ITA) 3 h 27 min 35 s                                               | Petra Banović (CRO) 3 h 35 min 44 s                                                   |